# Беллинцона
Беллинцо́на (итал. и романш. Bellinzona, лат. Bilitio) — город в Швейцарии, административный центр швейцарского кантона Тичино. Расположен у подножия Альп к востоку от реки Тичино на высоте 230 м над уровнем моря.

## История
Впервые Беллинцона упоминается в 590 году как стратегический пункт на пути к перевалу Сен-Готтард и Сан Бернардино. С 1242 года город принадлежал миланским правителям. В XII—XIV веках в городе, благодаря его расположению на важном торговом пути, процветала торговля. Во второй половине XIV столетия поперёк долины реки Тичино миланскими герцогами Висконти была выстроена длинная стена, что позволило Милану защищать торговые пути и взимать налог за проезд к перевалу Сен-Готтард. После смерти в 1402 году герцога Джан Галеаццо Висконти город несколько раз менял владельцев, борьбу за право обладания стратегически важным объектом на торговом пути вели герцоги Милана и Турина. Военные действия прекратились только после прихода к власти миланского герцога Сфорца. Однако в 1478 году мир снова был нарушен нападением со стороны швейцарцев. После этого миланскими правителями была произведена реконструкция и усиление укреплений двух замков, призванных защищать город, а на месте башни, построенной за 200 лет до этого, возведён замок Сассо Корбаро.
В 1499 году период миланского правления закончился с завоеванием Милана французским королём Людовиком XII. Он захватил Беллинцону, в которой разместил королевские войска численностью 1000 человек. Зимой 1499—1500 гг. в результате вооруженного восстания граждан города французская армия была изгнана и 14 апреля 1500 года Беллинцона присоединилась к Швейцарской Конфедерации.
В 1803 году Беллинцона стала частью независимого кантона Тичино, включая упразднённые кантоны Беллинцона и Лугано, и до 1814 года была его столицей. С этой даты до 1878 года столицей кантона по очереди были Беллинцона, Лугано и Локарно, сменяясь через каждые 6 лет.

## Население и экономика
По состоянию на декабрь 2008 года в городе проживало 17 286 жителей. Это второй по численности населения город в кантоне после Лугано. Большая часть населения говорит на итальянском языке.
Беллинцона является важным транспортным узлом, через который проходят автомобильные и железнодорожные магистрали, ведущие к перевалу Сен-Готтард. Через город проходят две автомагистрали А2 Базель — Готард — Беллинцона — Лугано и А13 Санкт-Маргретен — Кур — Сан — Бернардино — Беллинцона. Сен-Готардская железная дорога из Люцерна также проходит через Беллинцону.
Основу местной промышленности образует машиностроение. Основным работодателем является Швейцарская федеральная железная дорога.

## Достопримечательности и туризм
В окрестностях Беллинцоны находятся три замка (Кастельгранде, Монтебелло и Сассо Корбаро), включённые в 2000 году в перечень объектов всемирного наследия ЮНЕСКО, как и исторический центр города.
Укрепления Кастельгранде были возведены римлянами примерно в I веке до н. э. и до XIII века являлись единственным защитным сооружением в городе. Замок Монтебелло, расположенный на скалистой вершине к востоку от города, связан с Кастельгранде каменными стенами. В 600 метрах к юго-востоку от города на скалистом холме расположен замок Сассо-Корбаро, построенный позже других городских укреплений, в XV—XVI веках. Все три замка открыты для туристов.
В городе находятся такие достопримечательности, как романский храм Сан-Бьяджо с фресками XIV—XV веков, храм Святых Петра и Стефана, построенный в XVI столетии, а также пример архитектуры классицизма — Общественный театр, построенный в 1847 году. В бывшем августинском монастыре располагается администрация города.
Большая дамба длиной 700 метров защищает город от наводнений на реке Тичино. Через реку также построен гранитный мост на 14 арках длиной 260 метров и шириной 7 метров.